# Ron Wyden
Ronald Lee Wyden (* 3. května 1949, Wichita, Kansas) je americký politik za Demokratickou stranu. Od roku 1996 je senátorem USA za stát Oregon. V letech 1981–1996 byl poslancem Sněmovny reprezentantů, v níž zastupoval Oregon za třetí kongresový okres.
Narodil se do židovské rodiny. Jeho rodiče uprchli z Německa poté, co se k moci dostali nacisté. Vystudoval Kalifornskou a Stanfordovu univerzitu a právnickou fakultu univerzity v Oregonu. Poté, co pracoval jako právní konzultant, vstoupil v roce 1980 do politiky, kdy byl za Demokratickou stranu zvolen do Sněmovny reprezentantů.